# 함석원
함석원(咸錫原, 1975년 7월 17일 ~ )은 전 KBO 리그 OB 베어스, 두산 베어스의 외야수였다.

## 출신 학교
- 충암고등학교